# Motte Schwanenmühle

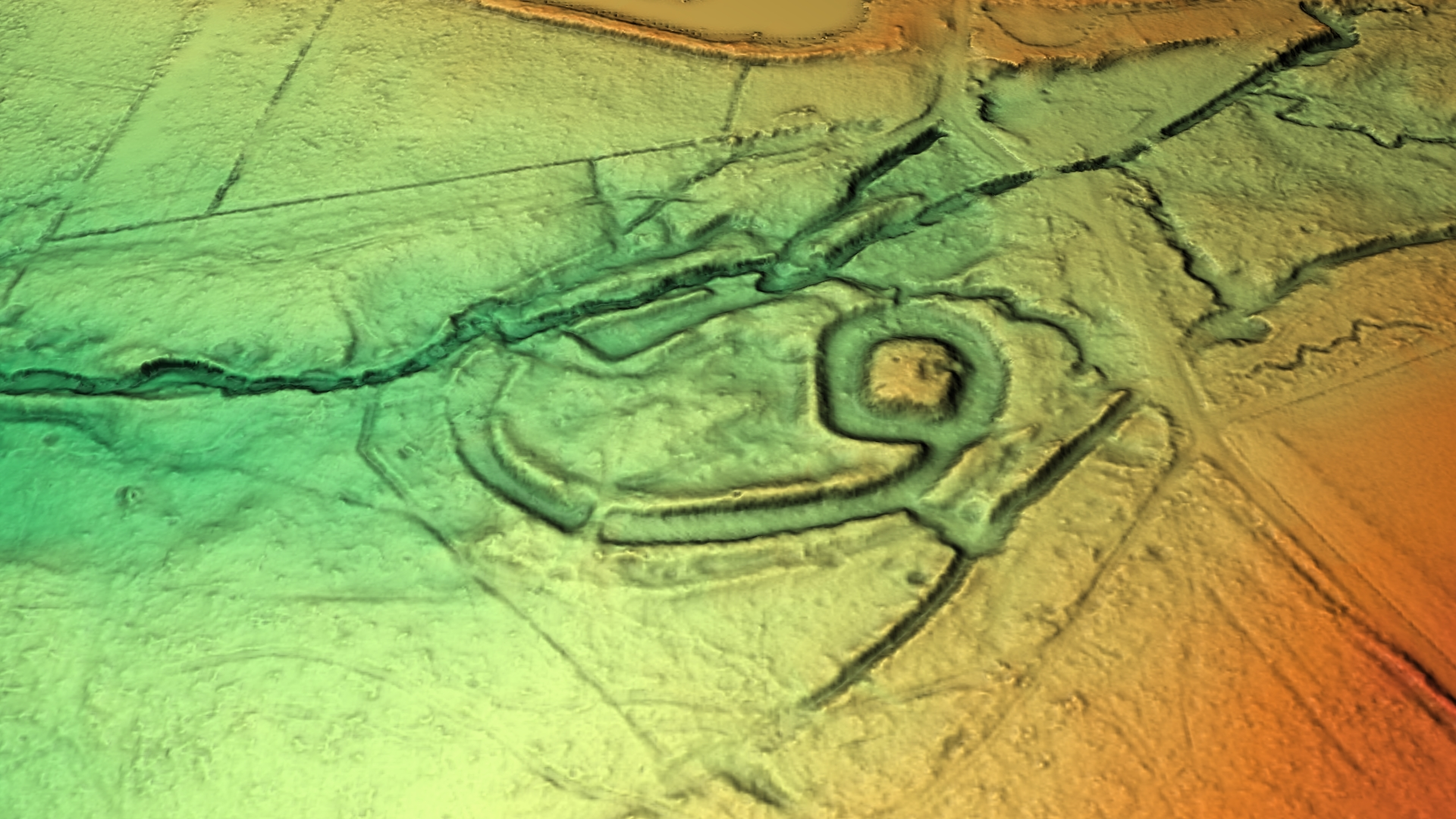
3D-Ansicht des digitalen Geländemodells

Die Motte Schwanenmühle, im Volksmund auch „Schwanenburg“ genannt, ist eine früh-/hochmittelalterliche Befestigungsanlage im Langenfelder Stadtteil Wiescheid nahe der Stadtgrenze zu Solingen am Westrand des Bergischen Landes, (NRW). Von der Anlage sind noch die Wallanlagen sowie der eigentliche Turmhügel der Turmhügelburg (Motte) für den Wohnturm (Bergfried) des Burgherrn erhalten.

## Kurzbeschreibung und Lage
Die als Bodendenkmal eingetragene Ruine der Motte liegt rund 800 Meter Luftlinie nordwestlich der Wasserburg Haus Graven, die mutmaßlich um 1300 als Nachfolgeburg der Motte Schwanenmühle erbaut wurde. Die Motte selbst stammt mutmaßlich aus dem elften oder zwölften Jahrhundert. Etwa 150 Meter nördlich, in Sichtweite von der Motte aus, liegt die heutige Gaststätte Schwanenmühle. Die Motte liegt westlich der Straße Zur Schwanenmühle in einem ausgedehnten Wald- und Sumpfgebiet. Der Viehbach grenzt die Motte nach Norden hin ab. Dieser wird nach einigen Kilometern, erst hinter der Riethrather Mühle, Riethrather Bach genannt und mündet im Garather Schlosspark in den Garather Mühlenbach. Der Erhaltungszustand des Burgstalls ließe noch heute eine Flutung der Anlage zu, die in früherer Zeit durch Aufstauung des Bachs erreicht wurde. Auch sind zahlreiche Stellen der Burg noch heute aufgrund wasserundurchlässiger Schichten, Niederschläge und durch mögliche Überschwemmung durch den Bach regelmäßig unter Wasser und zeigen damit gut die Funktionsweise der einstigen Befestigungsanlage auf. In der Wiescheider Bevölkerung halte sich zudem das Gerücht, dass es einen unterirdischen Gang vom Haus Graven aus hierher gegeben habe, der in den Zeiten kriegerischer Auseinandersetzungen als Tunnel zur Flucht benutzt worden sei. Die Anlage ist über die Rundwanderwege Posthornweg und Klingenpfad gut zu erreichen.

## Untersuchungserkenntnisse
Die Motte Schwanenmühle erhielt ihren Namen von den die Anlage im Jahre 1968 erstmals untersuchende Fachleuten. Diese vermaßen den Burgstall im Auftrag der Rheinischen Landesmuseums Bonn, ohne allerdings archäologische Grabungen vorzunehmen. Nach ihrer Auffassung handelt es sich um "eine der besterhaltenen Wehranlagen dieses Typs im gesamten vorderbergischen Raum". Bei der Auswertung ihrer Vermessungsarbeiten wurden zudem Erkenntnisse aus den Grabungen an der Motte Husterknupp bei Frimmersdorf im Kreis Neuss mit einbezogen. Die Motte wurde von den Fachleuten wie folgt beschrieben (Wörtlich zitiert bei Rolf Müller, Stadtgeschichte, hier zusammengefasst):
Die Motte besteht aus zwei voneinander unterscheidbaren Teilen. Im östlichen Teil der Anlage liegt die Hauptburg in Form eines rundlichen Hügels, der etwa 20 × 30 m im Durchmesser misst. Die Oberfläche dieses Hügels ist abgeplattet. Er erhebt sich 1 m über das ihn umgebende ursprüngliche Geländeniveau. Rund um den Hügel zieht sich ein mit flacher Sohle ausgestatteter, 8–10 m breiter Burggraben von durchschnittlich 2 m Tiefe. Insbesondere der nördliche Teil dieses kreisförmigen Grabensystems steht häufig unter Wasser, welches vom vorbeiführenden Viehbach zugeführt wird. (Anm.: Dies trifft nicht im gleichen Maße für den südlichen Vorburggraben zu, der ebenfalls in trockenen Zeiten häufig Wasser führt, siehe oben). An diesen Turmhügel (eine Art Bergfried) schließt sich im Westen eine langgestreckte Vorburg mit nierenförmiger Gestalt an. Sie wird am Rand durch einen künstlich aufgeworfenen Wall von 1 bis 2 m Höhe eingefasst. Die von Wällen eingeschlossene Fläche misst in der Ost-West-Richtung etwa 75 m, in der Nord-Süd-Richtung rund 40 m. Auch die Vorburg wird von sie schützenden Gräben von 1 bis 2 m Tiefe umschlossen, gleichfalls ausgestattet mit flacher Sohle. Nach außen hin werden die oval die Vorburg einfassenden Gräben erneut von Wällen gesäumt. Viehbach und Vorburggraben trennt im Norden ein 35 m langer Wall von 1 bis 2 m Höhe. Seine Funktion war es, ein unkontrolliertes Zuströmen von Wasser zu verhindern. Lediglich am westlichen und östlichen Ende des Walles bestanden Durchlässe zum Viehbach hin. "Diese Durchlässe aber", so resümieren die Forscher, "die sicher verschließbar waren, erlaubten es ohne Zweifel, bei Gefahren die ganze Anlage – bzw. ihre Gräben – unter Wasser zu setzen und somit einen natürlichen Schutz zu schaffen..."

Bilder zeigen das Gelände weiter östlich
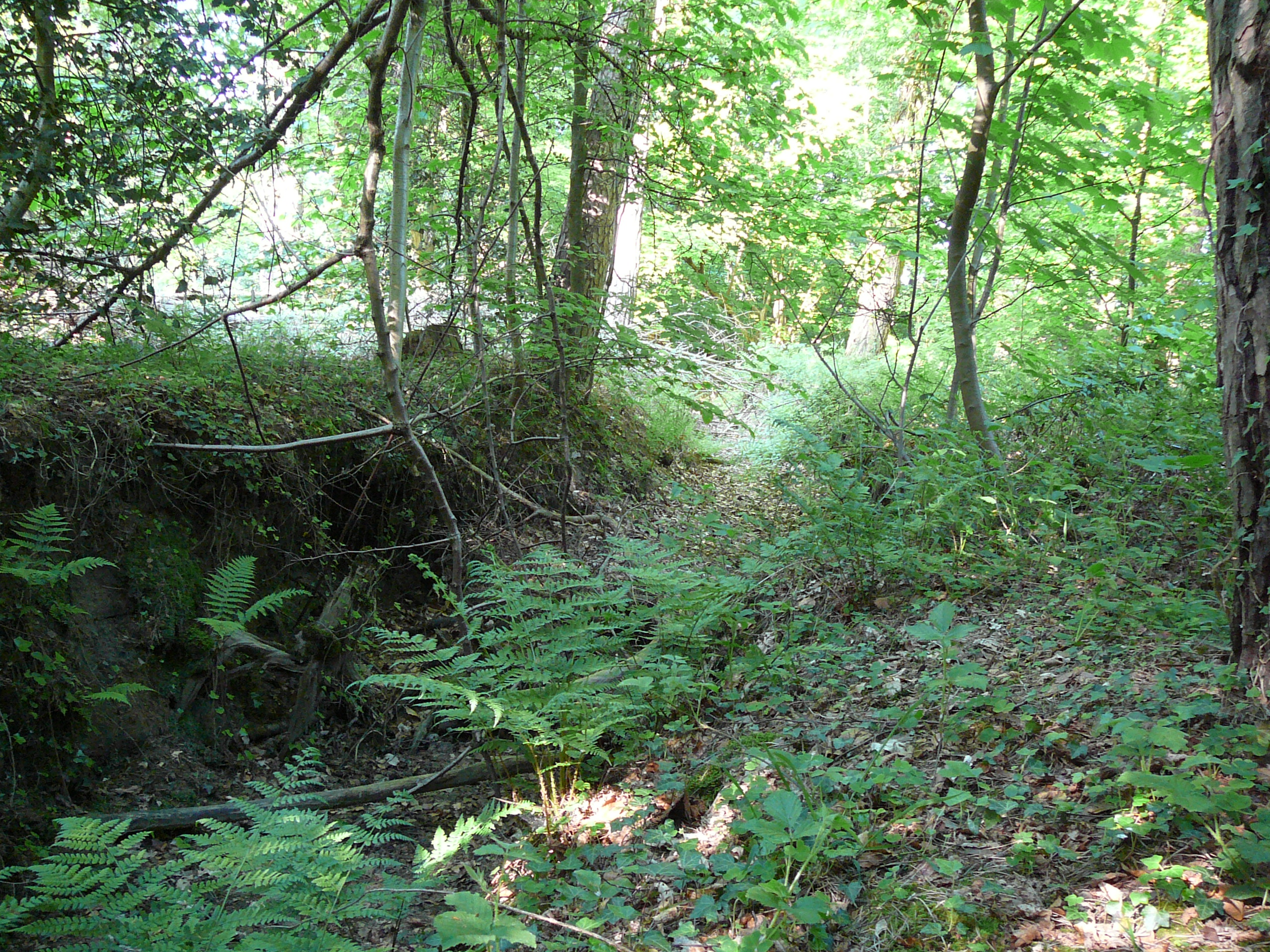
Erdwälle im Wald, vom Wegesrand zu erkennen
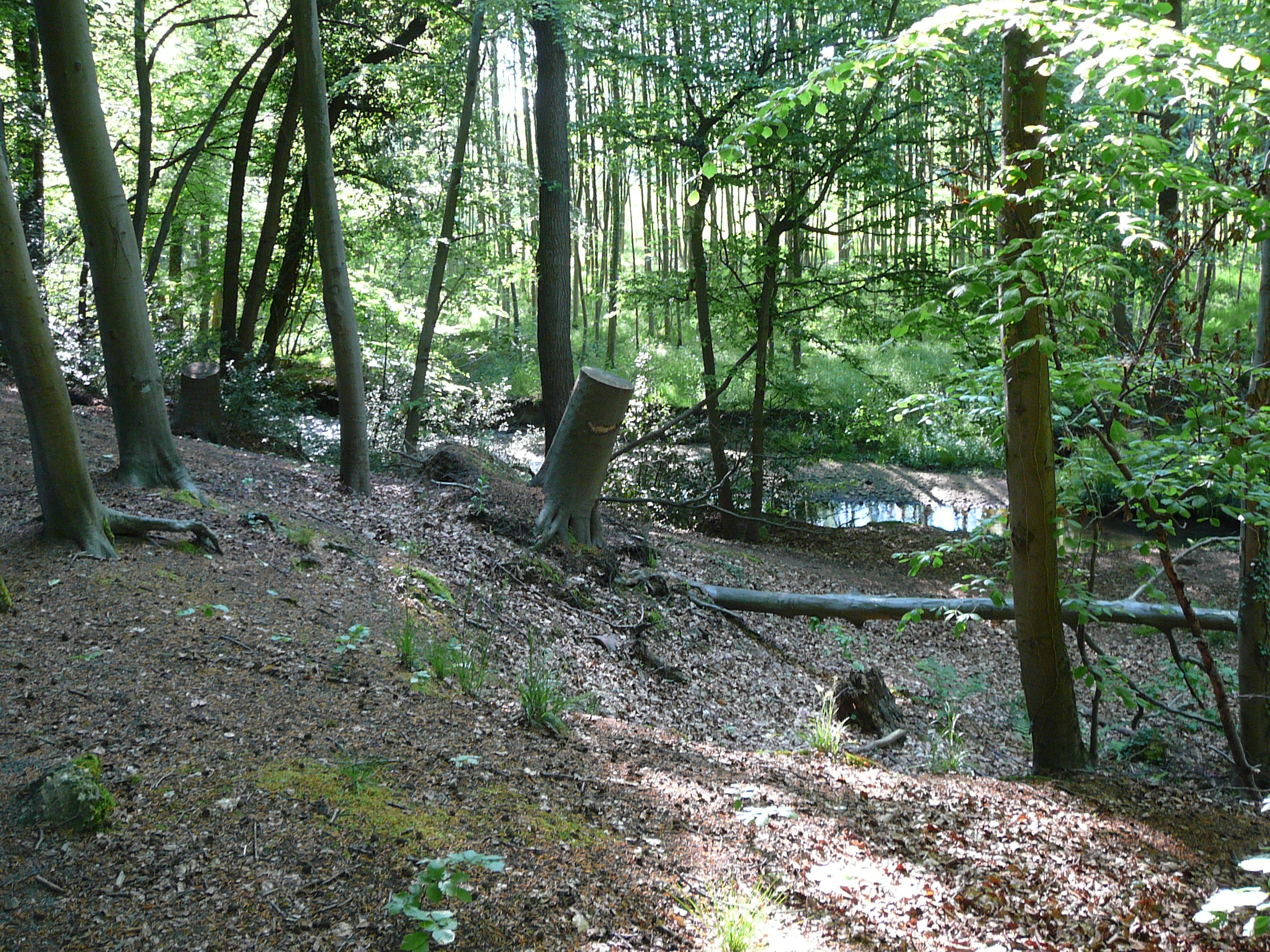
Hügel und Grabensystem
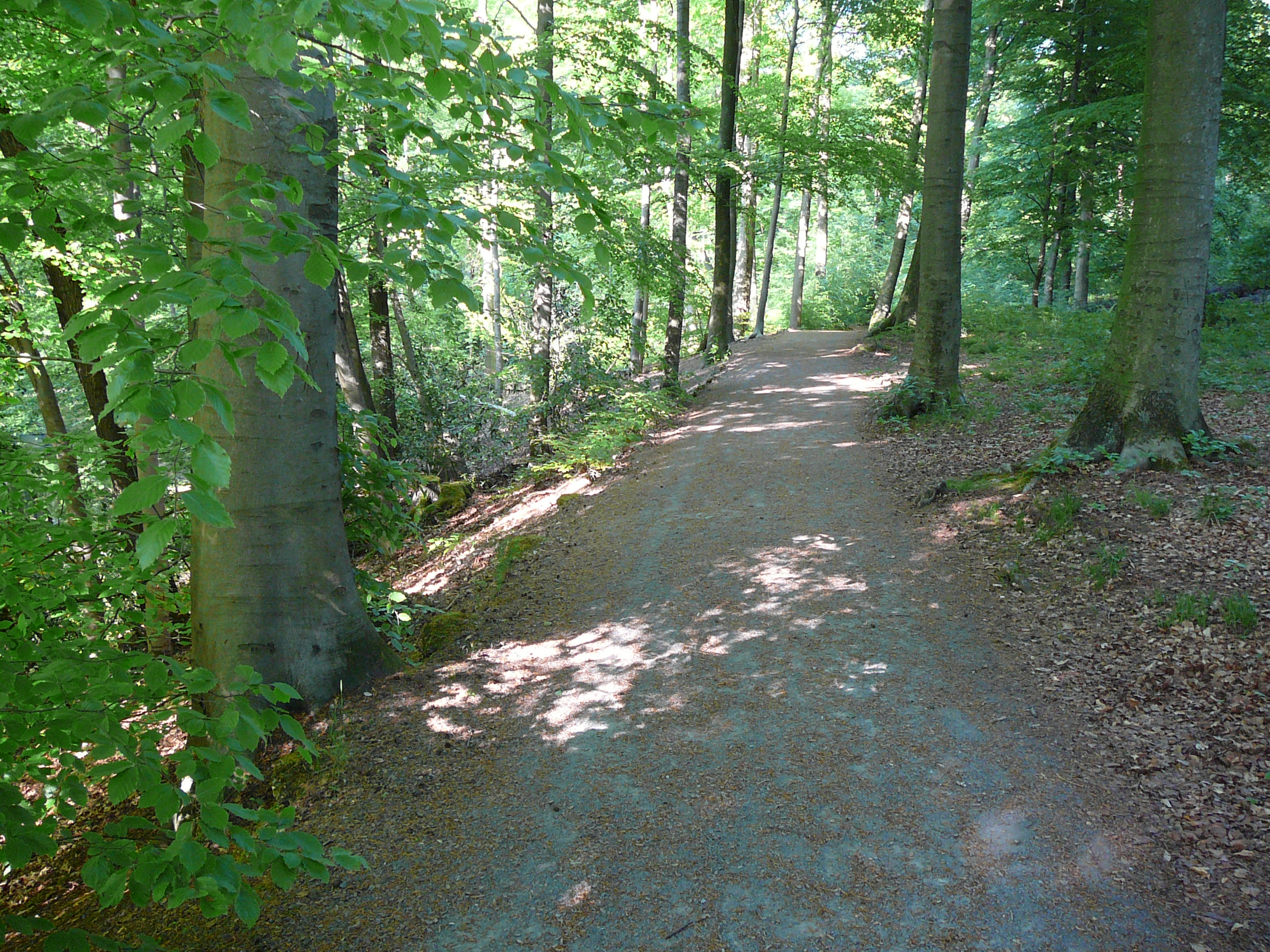
Am höchsten Punkt des Waldweges
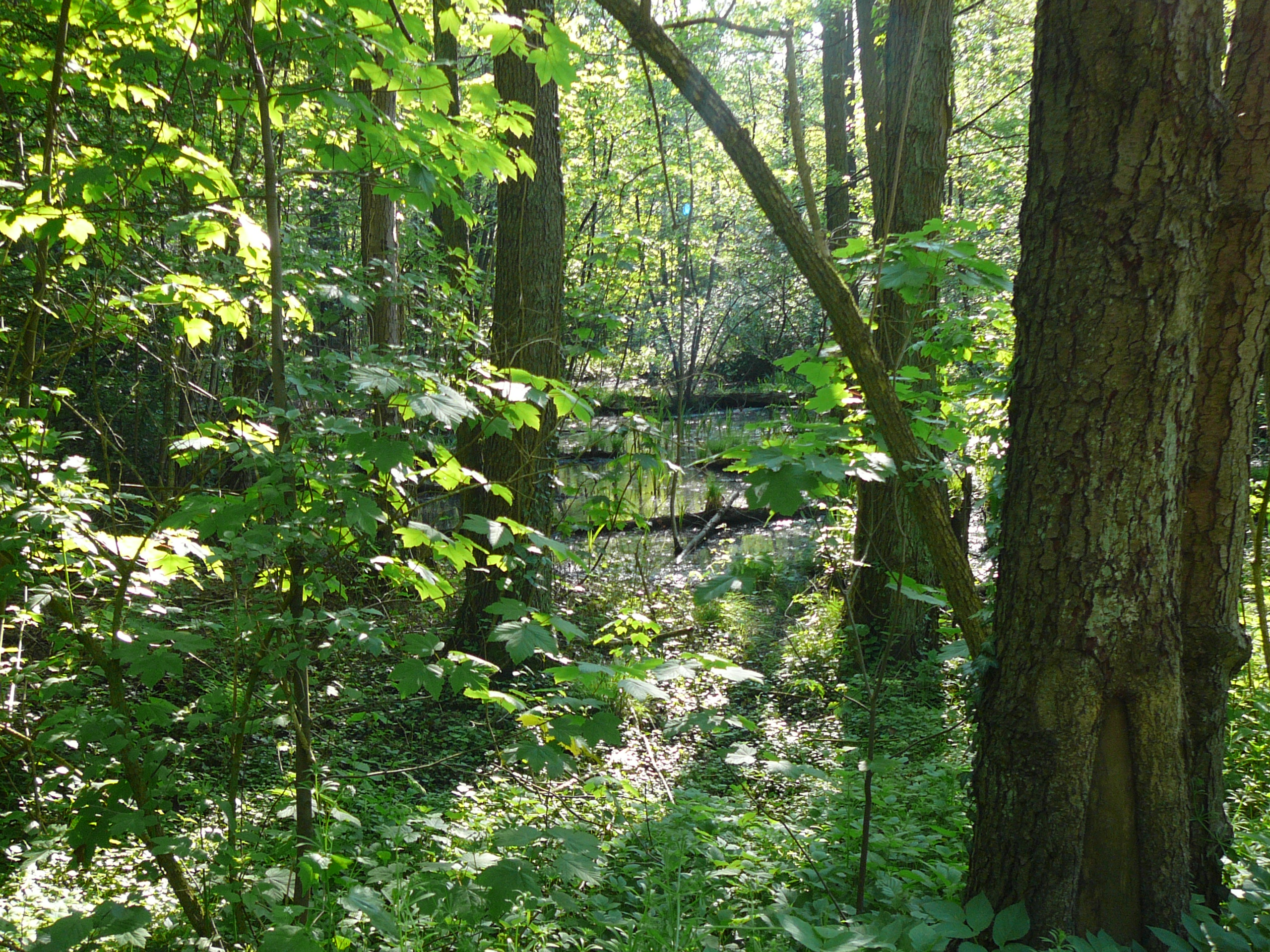
Sumpfiges Gelände
- 3D-Geländemodell der Motte